# Dysspastus fallax
Dysspastus fallax é uma espécie de insetos lepidópteros, mais especificamente de traças, pertencente à família Autostichidae.
A autoridade científica da espécie é Gozmány, tendo sido descrita no ano de 1961.
Trata-se de uma espécie presente no território português.